# Massacre des Latins de Constantinople
Le massacre des Latins de Constantinople a lieu en avril-mai 1182 et a fait de nombreuses victimes parmi les marchands de Constantinople originaires d’Occident.

## Contexte historique
Confronté à la présence turque en Anatolie, l’empereur Manuel Ier Comnène cherche à se concilier les Occidentaux, dits « Francs » et « Latins », en leur accordant d’importantes concessions commerciales dans l’Empire. Mais durant le dernier quart du XIIe siècle, les inimitiés entre les Occidentaux et les « Grecs » locaux augmentent pour diverses raisons, économiques (rivalités et concurrence), religieuses (séparation des Églises d'Orient et d'Occident) ou liées aux mœurs (on voit ainsi la littérature grecque critiquer la brutalité des Latins, tandis que les chroniqueurs latins brocardent la pusillanimité des Grecs).
Les concessions de Manuel Ier Comnène aux thalassocraties italiennes (Venise, Gênes et Pise) sont coûteuses et, pour tenter de regagner les revenus du commerce ainsi perdus, Manuel profite de leurs rivalités. Dans sa stratégie, il fait arrêter près de dix mille Vénitiens de Constantinople le 12 mars 1171 et fait confisquer leurs biens.
Après la mort de Manuel Comnène, Constantinople est sous la coupe de Marie d’Antioche, régente de son fils Alexis II Comnène, et du protosébaste Alexis, tous deux ayant une politique pro-occidentale affirmée. C’est ainsi un véritable « parti latin » qui règne au palais impérial de Constantinople.
La population, excédée des faveurs obtenues par les Latins et surtout du contrôle qu’exercent les Vénitiens sur l’économie, soutient Marie Comnène, fille de Manuel et véritable porphyrogénète, et son mari Rénier de Montferrat. Marie et Rénier tentent un premier complot, mais celui-ci échoue et ils sont forcés de trouver refuge à l'intérieur de Sainte-Sophie. Le protosébaste Alexis viole alors l’asile accordé par le sanctuaire, mais Marie d’Antioche est finalement forcée de leur pardonner sous la pression populaire.
Dans le même temps, Andronic Comnène, neveu de Jean II Comnène, décide de revenir d’exil et demande la destitution du protosébaste Alexis Comnène. Au printemps, il réunit une armée et celle-ci est victorieuse à la bataille de Nicomédie. Il se lance ensuite sur Constantinople à marche forcée en avril 1182. L’arrivée d’Andronic à Constantinople s’accompagne de violences.

## Le massacre
Selon Edward Gibbon, historien hostile aux Grecs, auxquels il attribue des sentiments « nationaux » anachroniques, ceux-ci se jettent sur les Latins de Constantinople pour les massacrer :

« Le peuple courut aux armes ; des côtes de l’Asie, le tyran envoya ses troupes et ses galères seconder la vengeance nationale ; et la résistance impuissante des étrangers ne servit qu’à motiver et redoubler la fureur de leurs assassins. Ni l’âge, ni le sexe, ni les liens de l’amitié ou de la parenté ne purent sauver les victimes dévouées de la haine, de l’avarice et du fanatisme. Les Latins furent massacrés dans les rues et dans leurs maisons ; leur quartier fut réduit en cendres ; on brûla les ecclésiastiques dans leurs églises, et les malades dans leurs hôpitaux. On peut se faire une idée du carnage par l’acte de clémence qui le termina : on vendit aux Turcs quatre mille chrétiens qui survivaient à la proscription générale. Les prêtres et les moines se montraient les plus actifs et les plus acharnés à la destruction des schismatiques ; ils chantèrent pieusement un Te Deum lorsque la tête d’un cardinal romain, légat du pape, eut été séparée de son corps, attachée à la queue d’un chien, et traînée, avec des railleries féroces, à travers les rues de la ville. »

 Dans ce texte, l’utilisation du mot « chrétiens » pour les seuls catholiques souligne le parti-pris de cet auteur. En fait, toute une flotte de Latins qui, avertis de l’arrivée d’Andronic, avaient quitté la ville avant le massacre, retourna en Italie en ravageant les côtes de l’Empire au passage, et il est possible que ce qui est présenté en Occident comme un massacre de haine soit surtout lié au pillage des entrepôts, boutiques et églises latines manquant de défenseurs.

## Conséquences
Plus aucune résistance ne se met en travers de la route d’Andronic, qui entre dans Constantinople soutenu par la foule et procède à l’élimination de ses rivaux. Le protosébaste Alexis est jeté en prison et énucléé, le jeune empereur et sa mère sont conduits dans la villa impériale de Philopation, Marie Comnène et son mari connaissent une mort mystérieuse, probablement empoisonnés. Marie d’Antioche est par la suite condamnée à la strangulation et son fils forcé de signer la condamnation. En septembre 1183, Andronic est fait coempereur, en novembre Alexis est assassiné, étranglé avec une corde d’arc. Andronic, seul empereur à présent et âgé de soixante-quatre ans, épouse la veuve d’Alexis, Agnès de France, âgée de douze ans.
En 1185, les Normands de Sicile s’emparent de Dyrrachium et Thessalonique, ce qui provoque la chute d’Andronic. En 1204, les Vénitiens détournent la Quatrième croisade contre l’Empire, ce qui aboutit à la prise de Constantinople par les Latins : ces deux évènements ont parfois été décrits a posteriori comme une « vengeance » des Occidentaux consécutive au massacre de 1182.